# 河東道 (中華民国)
河東道（かとう-どう）は中華民国北京政府により設置された山西省の道。

## 沿革
1913年（民国2年）3月に設置。観察使は安邑県に設置され、下部に安邑、臨汾、洪洞、浮山、郷寧、安沢、曲沃、翼城、汾城、襄陵、吉県、永済、臨晋、虞郷、栄河、万泉、猗氏、解県、夏県、平陸、芮城、新絳、垣曲、聞喜、絳県、稷山、河津、霍県、汾西、霊石、趙城、隰県、大寧、蒲県、永和の35県を管轄した。1914年（民国3年）5月23日に観察使は道尹と改められた。1927年（民国16年）に廃止されている。

## 行政区画
廃止直前の下部行政区画は下記の通り。（50音順）
- 安沢県
- 安邑県
- 猗氏県
- 栄河県
- 永済県
- 永和県
- 垣曲県
- 夏県
- 解県
- 霍県
- 河津県
- 吉県
- 郷寧県
- 曲沃県
- 虞郷県
- 絳県
- 洪洞県
- 隰県
- 襄陵県
- 稷山県
- 新絳県
- 芮城県
- 大寧県
- 趙城県
- 浮山県
- 聞喜県
- 汾城県
- 汾西県
- 平陸県
- 蒲県
- 万泉県
- 翼城県
- 霊石県
- 臨晋県
- 臨汾県